# Fast wia im richtigen Leben
Fast wia im richtigen Leben  ist eine Fernsehserie in Sketchform von Hanns Christian Müller und Gerhard Polt, der sich hiermit erstmals einer breiten Öffentlichkeit als scharf beobachtender Humorist präsentierte. Zusammen mit seiner Partnerin Gisela Schneeberger und dem Autor, Komponist und Regisseur Hanns Christian Müller zeigt Polt in den Episoden die skurrilen Situationen des ganz normalen Alltags.
Die Erstausstrahlung der vom Bayerischen Rundfunk produzierten Serie fand von 1979 bis 1988 im Deutschen Fernsehen statt. Seither liefen viele Wiederholungen in fast allen dritten Programmen.
In Gastrollen sind unter anderem Ruth Drexel, Helmut Fischer, Otto Grünmandl, Hans Brenner, Karl Obermayr, Jörg Hube, Cleo Kretschmer, Jochen Busse, Elisabeth Welz, Helmut Brasch, Erhard Kölsch und Hans-Günter Martens, sowie Michael und Christoph Well von der Biermösl Blosn zu sehen.
Die Münchner Abendzeitung sagte schon im Jahr der Erstausstrahlung voraus, „dass man sich künftig den Gerhard Polt ankreuzen müsste im Programm: einen erstklassigen Leutebeobachter, der das bayerisch verzinkte Hochdeutsch wie ein Rasiermesser benutzen kann“ (2. Juli 1979).
1981 bekamen Gerhard Polt, Hanns Christian Müller und Gisela Schneeberger den Adolf-Grimme-Preis mit Bronze für die Serie.
Der Bayerische Rundfunk zeigt seit 2020 alle Episoden der Serie in der Mediathek und auf YouTube.

## Episodenliste
| 1. Folge (30. Juni 1979) | 2. Folge (29. November 1979) |
| Warten auf Rudi Löhlein (mehrteilig) • Im Wirtshaus • Das Idyll • Der internationale Feinschmecker • Vaters Doppelleben • Beim Sauerbraten • Im Finanzamt • Schlusslied: Wann i nimma meng dad            | Mensch ärgere dich nicht • Am Zigarettenautomaten (mehrteilig) • Rudi Löhlein (mehrteilig) • Zwei Schutzengel • D'Anni hat g'sagt • Der Profi • Hochzeitssitzordnung • St. Nikolaus 1979 • Mittagspause • Eine Bekehrung • Katastrophen • Ein deutscher Hit: Häuslein fein |
| 3. Folge (29. Januar 1980) | 4. Folge (7. Juli 1980) |
| Gesangsunterricht (mehrteilig) • Zukunftsaussichten • Herbstgespräche • Frau Brezner • Der Stammgast • Herr Tschabobo • Ein Hundebesitzer • Friedhof • Im Buchladen • Heut’ hau’n wir auf die Pauke       | Ansager (mehrteilig) • Ein Chanson: Der Schubidu • Die Auskunft • Unterwegs (mehrteilig) • Eine Führung • Der Lebensretter • Der Großbrand • Das Interview • Schlusslied: PS-Rock                                                                                          |
| 5. Folge (23. Oktober 1980) | 6. Folge (6. Juli 1981) |
| Im Nachtstudio (mehrteilig) • Ausgehvorbereitungen • Die Einkehr • Im Creative Center • „Bitte zahlen!“ • Geburtstagsgrüße • Kulturelles • Internationale Spedition • Schlusslied: Achmed muss nach Hause | Net vui • Hoppihopp Purzelbaum (mehrteilig) • Punk in der Bank • Nach der Oper • Das Terrarium • Beileidsmänner • Das Hotelfrühstück • Beim Titelhändler • Ein Sanierer • Schlusslied: Sanierer-Lied                                                                       |
| 7. Folge (4. Januar 1982) | 8. Folge (25. Oktober 1982) |
| Die Vertreterschulung (mehrteilig) • Das Feuerwerk • Warten auf Dillinger • Der Empfang • Der neue Mieter • Der angebrochene Abend • Das Mitbringsel • Kindermodenschau                                   | Der Herr Polt • Im Urlaub (mehrteilig) • Das Wertobjekt • Der Auftritt • Die Okkupanten • Der Individualist • Der Grünwald-Spaziergang • Katastrophenalarm • Freitagabendzug • Schlusslied: 's is Wochenend                                                                |
| 9. Folge (14. März 1983) | 10. Folge (10. Dezember 1984) |
| Schauspielunterricht (mehrteilig) • Im Restaurant • Der zuständige Mann • Hobbyhausbauer • Eine spontane Geste • Der Heimweg • Der Willi • Generalprobe                                                   | Anruf beim Umweltministerium • Der Einsame (mehrteilig) • Der neue Hit • Die Seebestattung • Zoll hat Zukunft • Der Bohemien • Die Nachbestellung • Die Wegbeschreibung |
| 11. Folge (2. Februar 1987) | 12. Folge (19. Dezember 1988) |
| Diese unsere Welt (mehrteilig) • Der Maßanzug • Die Verantwortungsnehmer • Ein Geschäftsbrief • Eine Spendenaktion • Hoagascht Urban                                                                      | Das Mietseminar (mehrteilig) • Die gute alte Zeit • Der neue 8-Zylinder: Eine Vernissage • Beim Notar • Der Original-Schauplatz • Himmlische Geschäfte • Nacht-Gedanken |

Neben der Serie entstanden noch die Filme Der Bürgermeister von Moskau (1983), Heimatabend (1984), Ein Schmarrn (1986) und Larifari (1988), die auf der 2005 erschienenen DVD-Veröffentlichung von Fast wia im richtigen Leben als Bonusmaterial enthalten sind.